# Батанес
Батанес или Бата́н (таг. Lalawigan ng Batanes) — провинция Филиппин, расположенная на островах Батан. Это самая маленькая и самая северная филиппинская провинция. Административный центр — город Баско.

## География

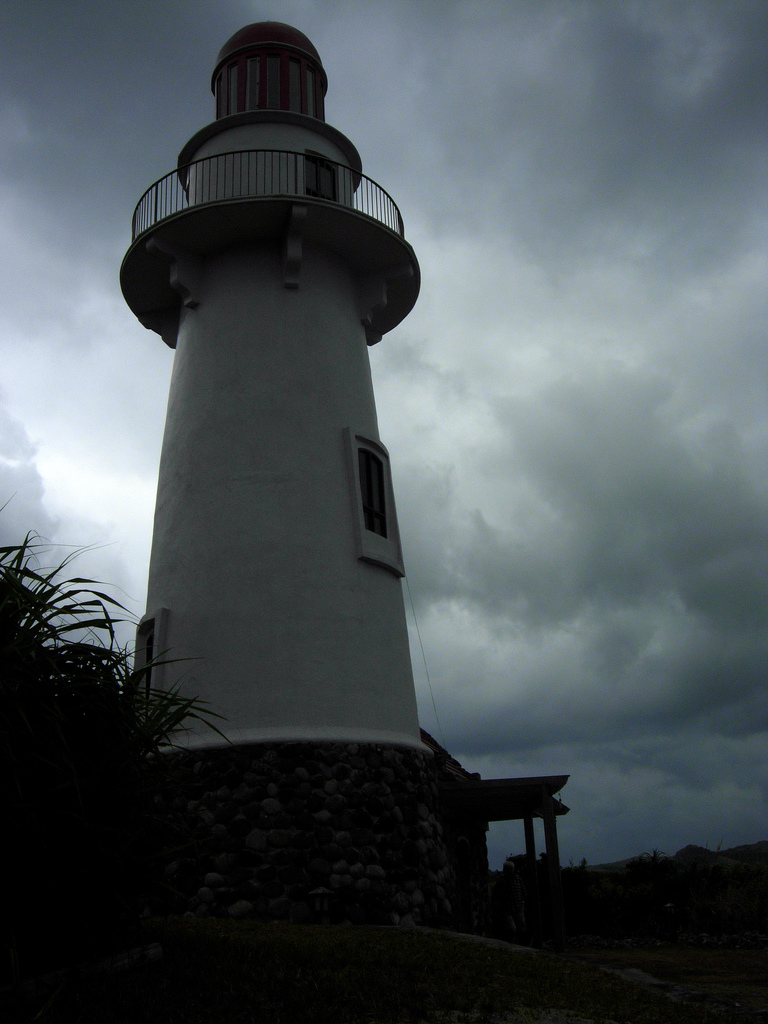
Маяк в Баско

Острова Батан расположены в 162 км к северу от острова Лусон, и отделены Лусонским проливом от провинции Кагаян. Самые крупные и наиболее населённые среди десяти остров три — Итбаят, Батан, Сабтанг. Соседними с ними является группа островов Бабуян, от которых они отделены проливом Балитанг. От Тайваня острова отделены проливом Баши (острова расположены в 190 км к югу от Тайваня).
Другие острова, входящие в группу, кроме вышеперечисленных: Мисанга, Сиаян, Динем, Ивухос, Декей, и самый северный — Мавулис (Ями). Большинство из них необитаемы. Общая площадь островов составляет 219,01 км².
Остров Батан имеет площадь суши 35 км². Почти половина его территории гористая. Итбаят имеет площадь 95 км² и также покрыт горами на севере и востоке; на западе — постепенный ровный склон. Площадь Сабтанга составляет 41 км². Поверхность его гористая в центре, к окраинам постепенно понижается. Берега Батана и Сабтанга заняты пляжами или скалами. На Сабтанге почти нет плоских территорий. На Итбаяте берега представляют из себя утесы высотой 20-70 м над уровнем моря. Характер его поверхности в целом сглаженный, преобладают плоские возвышенности, плато.
Острова расположены на перекрестке путей, там, где Тихий океан граничит с Южно-Китайским морем. Это определяет их выгодное положение. Здесь проходят трассы между Филиппинами, Китаем, Японией, Гонконгом, Тайванем. Близлежащие воды богаты морскими ресурсами. Ландшафты Батанеса живописны, но возможности развития сельского хозяйства здесь ограничены.

### Климат
Климат островов по типу близок тайваньскому. Здесь проходят тайфуны, но не постоянно. В течение года здесь выделяется и довольно холодный сезон, зима (декабрь-февраль), когда температура воздуха опускается до 7 °C. Погода очень переменчива.

## История

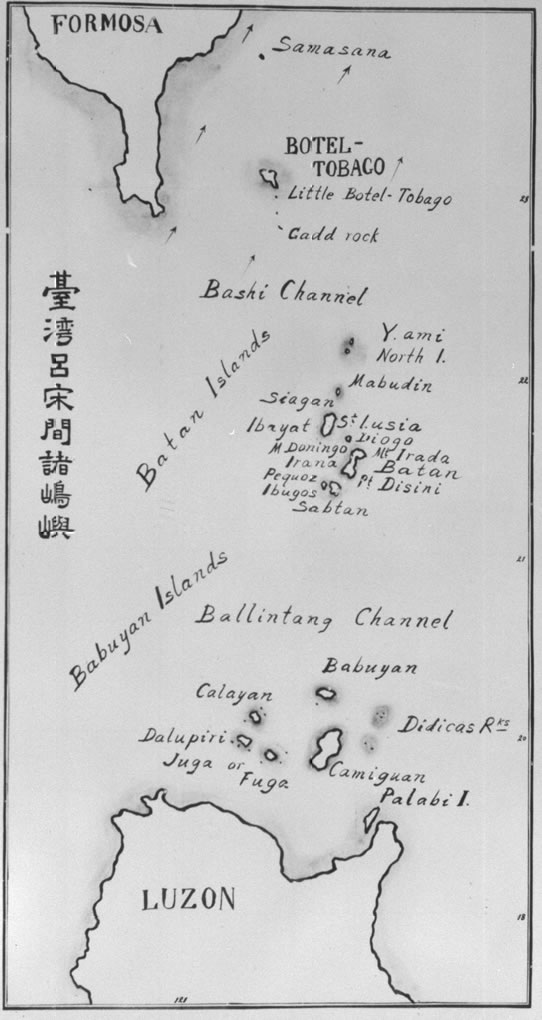
Старая карта Лусонского пролива

Предки современных иватанов появились на острове 4000 лет назад, в неолитический период. Они жили в горах, на укрепленных участках, называемых иджанги (горные крепости), и пили палек, вино из сахарного тростника. Они использовали золото, как валюту, основу хозяйства их составлял сельский труд, но кроме этого им были известны судостроение и мореходство.
В 1687 году англичане и голландцы во главе с Вильямом Дампиром, обнаружив эти острова, назвали их по-своему, Итбаят — «Оранский остров» (в честь Вильяма (Вильгельма) Оранского, английского короля того периода), Батан — «Грэфтон» (в честь герцога Грэфтона, Генри Фицроя), Сабтанг — «Монмут» (в честь герцога Монмута, Джеймса Скотта). Около трех месяцев Дампир находился здесь, но присоединить острова к английской короне ему не удалось.
В 1783 году испанцы присоединили Батанес к своим филиппинским владениям, назначив губернатором генерала Хосе Баско и Варгаса. В его правление были построены первые города, Махатао, Уюган и Сабтанг. В XIX веке местное население, иватаны, организовавшись, начали сопротивление испанскому управлению. В 1890 году был убит представитель испанских властей, генерал Фортеа, и объявлена независимость от испанцев.
Первоначально острова относились к провинции Кагаян. В 1909 году американцы учредили здесь отдельную провинцию. Ввиду своего стратегического положения во время Второй мировой войны острова Батанес были первыми захвачены японскими войсками. При американском режиме у иватанов появились первые школы. Смотрителем школ стал Виктор де Падуа, иватан по национальности, который был губернатором провинции в 1942—1945 гг. В 1920 году появился первый телеграф, аэродром, и появилась первая высшая школа (Батанская высшая школа).

## Население
Население провинции по данным на 2010 год составляет 16 604 человек. Населяющая острова народность, иватаны, как и другие филиппинцы, относится к австронезийской семье. Наиболее тесные связи иватаны всегда поддерживали с жителями соседних островов Бабуян. Местные жители говорят на двух наречиях — батанском и итбаятском.
По данным на 2013 год численность населения составляет 15 357 человек.
Динамика численности населения провинции по годам:
| 2000   | 2007   | 2013   |
| ------ | ------ | ------ |
| 16 467 | 15 974 | 15 357 |

## Административное деление
В административном отношении подразделяется на 6 муниципалитетов:
| - Баско - Итбаят - Ивана | - Махатао - Сабтанг - Уйуган |

## Экономика
Около 75 % коренных жителей иватанов заняты в фермерских хозяйствах и рыболовстве. Часть работает в сфере обслуживания. Культуры, возделываемые на островах — батат, маниок, сахарный тростник и другие. Из тростника приготовляют вино и уксус. Многие иватаны, получив образование, мигрируют в крупные города или за границу.

## Галерея

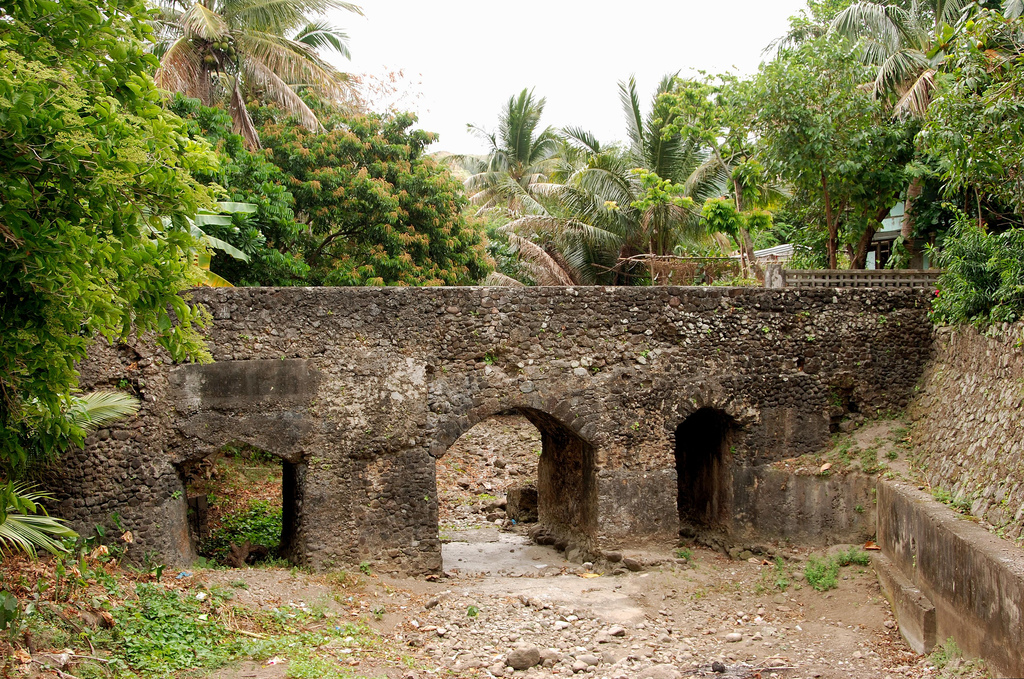
Старый испанский мост, Ивана
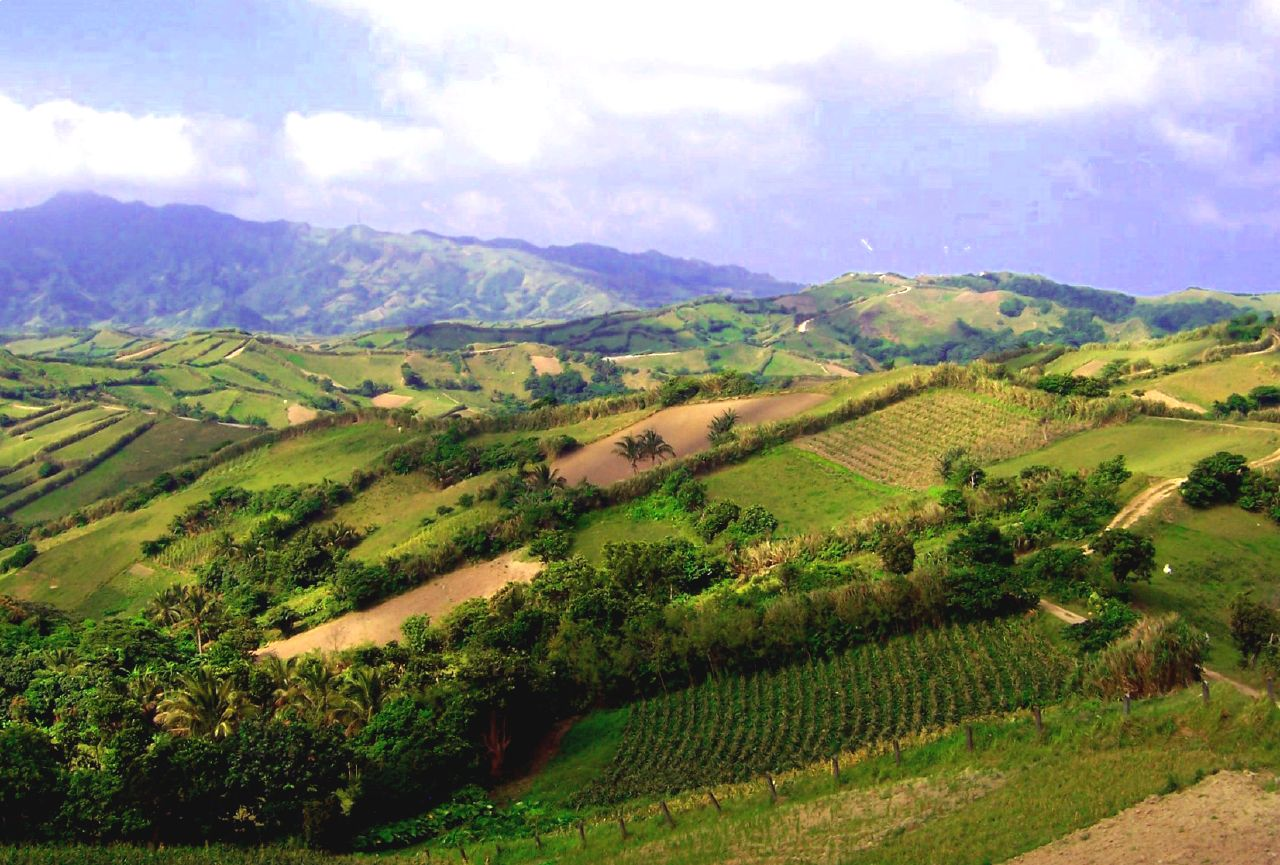
Холмы острова Батанес
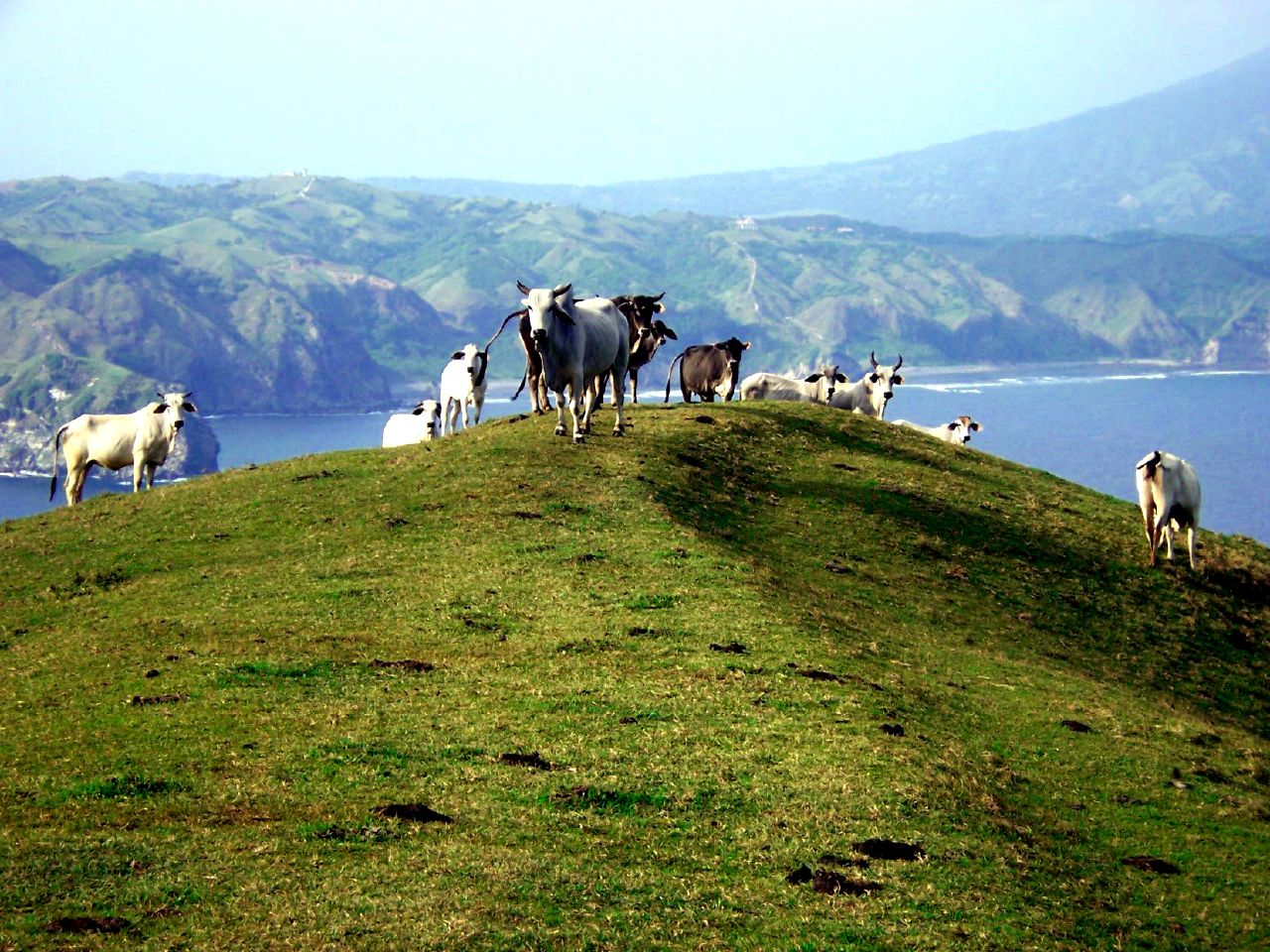
Пастбище на острове Батанес
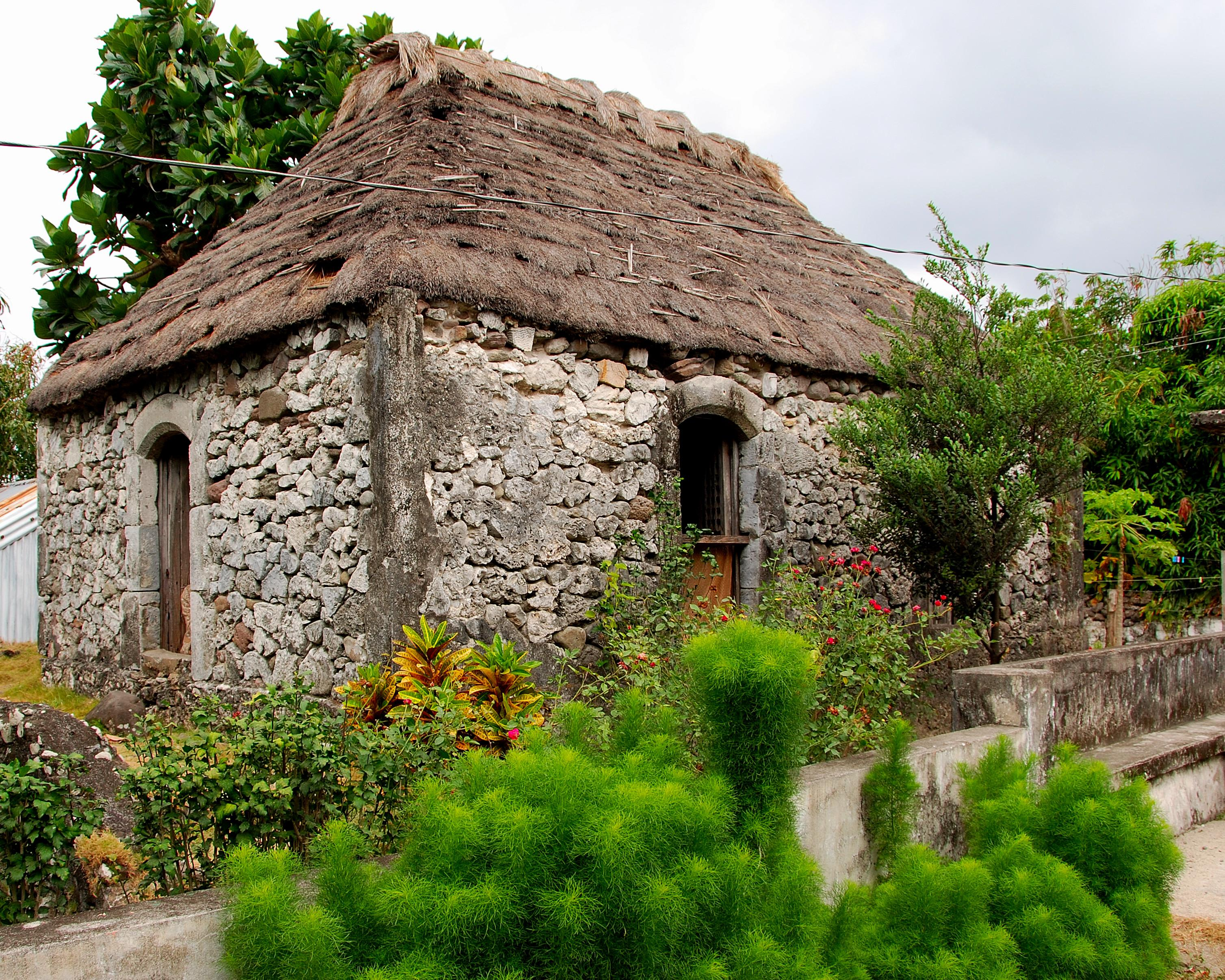
Самый старый дом в Ивана